# Eliz Maloney
Eliz Maloney (* 10. August 2000 in Rickmansworth) ist eine britische Tennisspielerin.

## Karriere
Maloney begann mit fünf Jahren das Tennisspielen und bevorzugt Hartplätze. Sie spielt hauptsächlich auf Turnieren der ITF Women’s World Tennis Tour, bei denen sie bislang vier Titel im Doppel gewinnen konnte.
2016 trat sie im Juniorinnendoppel bei den Wimbledon Championships zusammen mit Partnerin Nell Miller mit einer Wildcard des Veranstalters an. Die beiden gewann ihr Auftaktmatch gegen Mirjam Björklund und Olga Danilović mit 3:6, 7:5 und 7:5, scheiterten dann aber im Achtelfinale an der Paarung Sofia Kenin und Monika Kilnarová mit 5:7 und 4:6.
2017 erhielt Maloney für beide Juniorinnenwettbewerbe bei den Wimbledon Championships eine Wildcard. Im Juniorinneneinzel erreichte sie mit einem 6:2, 2:6 und 6:4 gegen María José Portillo Ramírez die zweite Runde, scheiterte dann aber gegen Ann Li mit 2:6, 6:4, 3:6 knapp am Einzug ins Achtelfinale.
Außerdem spielt sie in der UK Pro League.

## Turniersiege

### Doppel
| Nr. | Datum            | Turnier             | Kategorie | Belag             | Partnerin        | Finalgegnerinnen                     | Ergebnis          |
| --- | ---------------- | ------------------- | --------- | ----------------- | ---------------- | ------------------------------------ | ----------------- |
| 1.  | 12. Februar 2022 | Birmingham          | ITF W25   | Hartplatz (Halle) | Andrė Lukošiūtė  | Quinn Gleason Catherine Harrison     | 7:64, 3:6, [10:8] |
| 2.  | 26. März 2022    | Monastir            | ITF W15   | Hartplatz         | Andrė Lukošiūtė  | Lu Jing-jing Wang Meiling            | kampflos          |
| 3.  | 13. Juli 2024    | Grodzisk Mazowiecki | ITF W15   | Hartplatz         | Aneta Laboutková | Annemarie Lazar Aleksandra Zuchańska | 6:1, 3:6, [10–3]  |
| 4.  | 31. August 2024  | Valladolid          | ITF W15   | Hartplatz         | Kathleen Kanev   | Celia Cerviño Ruiz Ana Filipa Santos | 6:2, 4:6, [10:4]  |